# Ріголетто (фільм, 1987)
«Ріголетто» — радянський телефільм-опера режисера Віктора Окунцова, знятий у 1987 році на студії «Лентелефільм». 

## Сюжет
Екранізація однойменної опери Джузеппе Верді, написаної на сюжет п'єси-драми Віктора Гюго «Король бавиться».

## У ролях
- Юрій Мазурок — Ріголетто
- Ольга Кондіна — Джильда
- Юрій Марусін — герцог Мантуанський
- Володимир Панкратов — Спарафучіле
- Ніна Терентьєва — Маддалена
- Олександр Морозов — граф Монтероне
- Валерій Лебедь — Марулло
- Євген Бойцов — Борса
- Григорій Карасьов — граф Чепрано
- Євгенія Перласова — Джованна

## Знімальна група
- Режисер — Віктор Окунцов
- Оператор — Павло Засядко
- Художник — Володимир Лебедєв